# Central Hockey League 1973-1974
La stagione 1973-1974 è stata la 11ª edizione della Central Hockey League, lega di sviluppo creata dalla National Hockey League per far crescere i giocatori delle proprie franchigie. La stagione vide al via sei formazioni e al termine dei playoff i Dallas Black Hawks conquistarono la loro terza Adams Cup.

## Squadre partecipanti
Rispetto alla stagione precedente fecero il loro ritorno gli Oklahoma City Blazers e si iscrissero gli Albuquerque Six Guns.
- Albuquerque Six-Guns
- Dallas Black Hawks
- Fort Worth Wings
- Oklahoma C. Blazers
- Omaha Knights
- Tulsa Oilers

## Stagione regolare
|  | Pos. | Squadra              | Pt | G  | V  | S  | N  | GF  | GS  | DR  |
|  | ---- | -------------------- | -- | -- | -- | -- | -- | --- | --- | --- |
|  | 1.   | Omaha Knights        | 83 | 72 | 34 | 23 | 15 | 259 | 217 | +42 |
|  | 2.   | Oklahoma C. Blazers  | 83 | 72 | 36 | 25 | 11 | 280 | 230 | +50 |
|  | 3.   | Dallas Black Hawks   | 75 | 72 | 29 | 26 | 17 | 220 | 227 | -7  |
|  | 4.   | Fort Worth Wings     | 74 | 72 | 30 | 28 | 14 | 237 | 241 | -4  |
|  | 5.   | Tulsa Oilers         | 69 | 72 | 28 | 31 | 13 | 233 | 239 | -6  |
|  | 6.   | Albuquerque Six-Guns | 48 | 72 | 16 | 40 | 16 | 188 | 263 | -75 |

Legenda:

      Ammesse ai Playoff
Note:

Due punti a vittoria, un punto a pareggio, zero a sconfitta.

## Playoff
|  | Semifinali | Semifinali            | Semifinali |                       |   | Finale             | Finale | Finale |  |
|  |            |                       |            |                       |   |                    |        |        |  |
|  | 1          | Omaha Knights         | 1          |                       |   |                    |        |        |  |
|  | 1          | Omaha Knights         | 1          |                       |   |                    |        |        |  |
|  | 3          | Dallas Black Hawks    | 4          |                       |   |                    |        |        |  |
|  | 3          | Dallas Black Hawks    | 4          |                       | 3 | Dallas Black Hawks | 4      |        |  |
|  |            |                       |            |                       | 3 | Dallas Black Hawks | 4      |        |  |
|  |            |                       | 2          | Oklahoma City Blazers | 1 |                    |        |        |  |
|  | 2          | Oklahoma City Blazers | 2          | Oklahoma City Blazers | 1 | 4                  |        |        |  |
|  | 2          | Oklahoma City Blazers |            |                       |   |                    |        |        |  |
|  | 4          | Fort Worth Wings      | 1          |                       |   |                    |        |        |  |

## Premi CHL
- Adams Cup: Dallas Black Hawks
- Jake Milford Trophy: Gerry Moore (Oklahoma City Blazers)
- Most Valuable Defenseman Award: Claire Alexander (Oklahoma City Blazers)
- Most Valuable Player Award: Chico Resch (Fort Worth Wings)
- Rookie of the Year: Claire Alexander (Oklahoma City Blazers)